# Бобкова, Раиса Алексеевна
Раи́са Алексе́евна Бобко́ва (урождённая Шеховцова) (род. 3 мая 1951, дер. Телегино, Курская область) — депутат Верховного Совета СССР, плиточница ПО «Куйбышевгидрострой».

## Биография
Окончила строительное училище, некоторое время работала в Курской области, где строила трикотажную фабрику. В 1969 году по комсомольской путёвке приехала в Тольятти — на Всесоюзную ударную стройку — Волжский автомобильный завод. Попала на строительство кузнечного корпуса, где осваивала и обучала остальных технологии укладки новой металлической половой плитки.
После окончания путёвки сначала продлила командировку на год, а затем совсем осталась в Тольятти.
Трудилась в «Жилстрое-3», отделывала дворец спорта «Волгарь», жилые дома, детские сады.
В 1979 году была избрана депутатом Верховного Совета СССР 10 созыва по тольяттинскому избирательному округу № 208. А в 1984 году повторно была выбрана в 11 состав Верховного Совета. Основной задачей для себя видела завершение комплексной застройки и благоустройство города. Входила в состав комиссии Верховного Совета по строительству. Была делегатом XXVII съезда КПСС.
Содействовала газификации посёлка (ныне микрорайона) Жигулёвское Море.
Ныне работает юрисконсультом фирмы «Жилстрой».